# Alpe d'Huez
Alpe d'Huez är ett berg i de centrala franska alperna beläget i kommunen Huez i departementet Isère. Alpe d'Huez är också en känd skidort som byggts på 1 850 meters höjd. 

## Skidåkning i Alpe d'Huez
Alpe d'Huez är en av Frankrikes mest kända skidorter. I mitten av trettiotalet byggde den polskfödde fransmannen Pomagalski den första liften. Efter 1968 års olympiska vinterspel där man höll med bobsleigh blev orten mer känd och sågs då främst som en konkurrent till det "finare" Courchevel. Även om Alpe d'Huez byggdes ut kraftigt på sjuttiotalet har den ibland haft svårt att hävda sig mot de stora systemen i Tarantaisedalen som byggdes ut under samma period. Orter som Val d'Isère, Tignes, La Plagne, Les Arcs, Val Thorens och Courchevel är bland de mest kända.
Med 249 km pist och 84 liftar är Alpe d'Huez ett av de större systemen i världen. Ett omfattande snökanonsystem behövs för att hålla pisterna i skick då de flesta ligger i söderläge. Pisterna vänder sig mest till nybörjare och medelgoda åkare men området bjuder även på avancerad åkning och offpist på högre höjder. Skidåkning sker upp till 3 330 meter på en glaciär. Granne är Les Deux Alpes och den utpräglade offpistorten La Grave som kan nås med buss.

## Tour de France

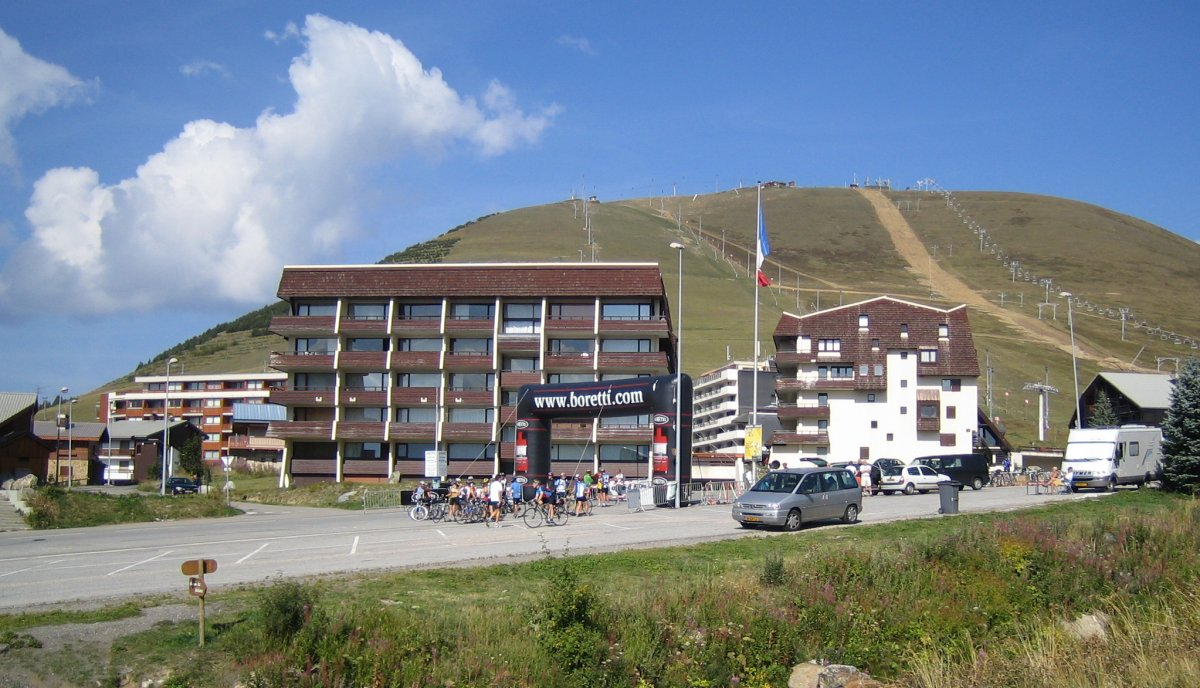
Mållinje för L'Alpe d'Huez-etappen i Tour de France.

Alpe d'Huez är ett av de mest kända bergen i Tour de France. Berget har tuffaste klassificeringen, hors catégorie i franska cykeltävlingar. Det har varit med nästan varje år sedan 1976. Första etappen som var 1952 vanns av italienaren Fausto Coppi.
Klättringen är 13,8 km lång och med en medellutning på ca 8 % och en maxlutning på 10 %. Vägen upp har 21 serpentinsvängar i vilka skyltar med namnen på vinnarna på varje etapp som har avgjorts här satts upp i kronologisk ordning från botten till toppen. När man kom hit för 22:a gången 2001, började man om från botten igen med dubbla namn. I första svängen hyllas nu således både Fausto Coppi som var förste vinnaren och Lance Armstrong som var den 22:a. 
Som den mest legendariska klättringen i Touren har den varit scenen för några kaotiska folksamlingar de senaste 10 åren. 1999 vann Giuseppe Guerini etappen trots att han blev omkullknuffad av en överentusiastisk åskådare som gick ut i vägen för att ta ett kort (senare uppsökte fotografen Guerini för att be om ursäkt). I 2004 års Tour kördes ett individuellt tempolopp uppför Alpe d'Huez. Att köra med buss upp tar ca 25 minuter.